# Сельское поселение Тимофеевка
Сельское поселение Тимофеевка — муниципальное образование в Ставропольском районе Самарской области.
Административный центр — село Тимофеевка.

## История
Статус и границы сельского поселения установлены Законом Самарской области от 28 февраля 2005 года № 67-ГД «Об образовании сельских поселений в пределах муниципального района Ставропольский Самарской области, наделении их соответствующим статусом и установлении их границ».

## Население
| 2010  | 2012  | 2013  | 2014  | 2015  | 2016  | 2017  |
| ----- | ----- | ----- | ----- | ----- | ----- | ----- |
| 5536  | ↗6132 | ↗6642 | ↗7175 | ↗7736 | ↗8194 | ↗8679 |
| 2018  | 2019  | 2020  | 2021  |       |       |       |
| ↗8969 | ↗9446 | ↗9963 | ↘9237 |       |       |       |

## Состав сельского поселения
В состав сельского поселения Тимофеевка входят:
| № | Населённый пункт | Тип населённого пункта        | Население |
| - | ---------------- | ----------------------------- | --------- |
| 1 | Русская Борковка | село                          | ↗2645     |
| 2 | Тимофеевка       | село , административный центр | ↗6592     |